# Bolshoy Anyuy
Bolshoy Anyuy hay Bolshoy Anyui (tiếng Nga: Большой Анюй; bolshoy nghĩa là "lớn") là một sông thuộc lưu vực sông Kolyma tại Viễn Đông Siberi. Sông chảy gần như theo hướng tây qua các vùng dân cư thưa thớt của khu tự trị Chukotka. Sông Malyi Anyui hợp lưu vào Bolshoy Anyuy từ phía bắc gần ranh giới với cộng hòa Sakha và dòng sông sau khi j[pj lưu được gọi là Anyuy, chảy khoảng 20 km và hợp lưu vào Kolyma tại Nizhnekolymsk.
Sông có chiều dài 693 kilômét (431 mi) và diện tích lưu vực là 57.200 km². Hầu hết lưu vực sông Bolshoy Anyui và các cgi lưu nằm trên lãnh thổ khu tự trị Chukotka của Nga.
Năm 1650 Mikhail Stadukhin và Semyon Motora đã lập nên tuyến vận chuyển hàng hóa từ thượng lưu Bolshoy Anyuy đến thượng lưu sông Anadyr (có thể là nhánh Yablon của sông). Đây là tuyến đường của người Cozack di chuyển từ Kolyma đến Thái Bình Dương.